# تشارلز ستيرلينغ هاتشسون
تشارلز ستيرلينغ هاتشسون (بالإنجليزية: Charles Sterling Hutcheson)‏ هو قاضي ومحامي أمريكي، ولد في 23 يوليو 1894، وتوفي في 24 أكتوبر 1969.